# Call and Response
Call and Response, deutsch Ruf und Antwort, ist ein musikalisches Muster, das auf dem Ruf (Call) eines Vorsängers und der darauf folgenden Antwort (Response) des Chors basiert. Dieses kurzphasige Responsorium gilt in weiten Teilen der musikwissenschaftlichen Literatur als ein charakteristisches musikalisches Merkmal traditioneller afrikanischer Musik und gehört zudem „als formbildendes Prinzip zu den elementaren Gestaltungsmitteln afro-amerikanischer Musik.“ Dieses Prinzip wurde in Nord- und Lateinamerika in verschiedenen afroamerikanischen Musikgenres von der vokalen auf die Instrumentalmusik übertragen, etwa auf Trommeln in der brasilianischen Musik.

## Klassische Auffassung
In Nordamerika ist das Call-and-Response-Prinzip typisch für Spirituals, Gospels, Blues und Jazz und ist über den Rhythm ’n’ Blues auch in weitere Musikgattungen gelangt. Seinen Ursprung hat es hier in den afroamerikanischen Worksongs (Arbeitsliedern), die aus Afrika stammende Sklaven bei der Feldarbeit sangen, um sich die Arbeit zu erleichtern und das Gemeinschaftsgefühl zu stärken. Ein Vorsänger gab die Melodie und den Text vor, mehrere Nachsänger antworteten darauf oder wiederholten Text und Melodie der vorangegangenen Phrase. Ein Beispiel für Textwiederholung ist das Lied „When the Saints Go Marching In,“ wie es von Louis Armstrong vorgetragen wurde, ein Beispiel für einen Song mit eigenständiger Antwort ist das Lied „Swing Low, Sweet Chariot“.  

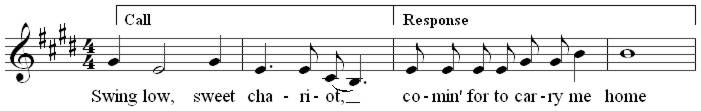
Call and Response in Swing Low, Sweet Chariot

Ein solistisch vorgetragener call formuliert zunächst eine Struktur, die häufig eher offen und fragend gestaltet ist. Es erfolgt dann von der Gruppe (oder einem Einzelnen) die abschließende Antwort, Konsequenz o. ä., die die Phrase mit der response beendet. Im religiösen Gesang singt der Prediger vor und die Gemeinde stimmt dann ein, z. B. singt der Prediger „Witness“ und die Gemeinde stimmt ein: „for my Lord“. Im Unterschied zum Wechselgesang des Gregorianischen Gesangs fällt der Chor ein, bevor der Vorsänger geendet hat; auch beim Wechsel vom Chor zum Vorsänger kommt es zu einer entsprechenden Phasenverschiebung.
Call and Response wird auch als Gestaltungsmittel in der afroamerikanischen Instrumentalmusik verwendet. Im Jazz z. B. kommt es manchmal zum Wechselspiel zweier Instrumente, die in einem Moment die Führung des Musikstückes übernommen haben und eine Art Gespräch miteinander führen, wobei meist das Ende des „Ausrufes“ eines der beiden Instrumente nach einer Antwort verlangt, die oft mit einem Leitton oder einem die Spannung auflösenden Klang des zweiten endet. Auch in den abstrakten Spielformen des Free Jazz ist das Call-and-Response-Prinzip ein gebräuchliches Mittel der musikalischen Gestaltung. So findet dieses Prinzip im kollektiven Zusammenspiel zweier oder mehrerer Instrumente oftmals Anwendung, um eine bestimmte Dichte und Spannung zu erzeugen.

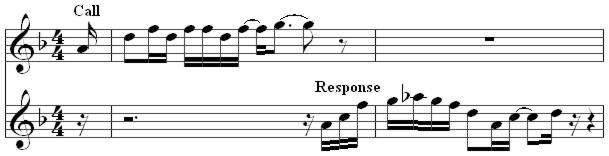
Call and Response zwischen zwei solistischen Instrumenten im Jazz

Nach dem Prinzip des Call and Response lassen sich die Stimmen auch im zweistimmigen Instrumentalsatz entsprechend führen; meistens werden Themen dabei so aufgebaut, dass sie zwischen zwei Melodieinstrumenten geteilt werden. Auch das Entwickeln und Spielen von Riffs baut hierauf auf. Wirkungsvoll eingesetzt verleiht dieses Wechselspiel dem Stück eine besondere Intensität.

## Kritik an der afrikanischen Herkunftsbehauptung
Im Afroamerikanischen Arbeitskreis um den Musikethnologen Alfons M. Dauer wurde eine Kritik der Vorstellung entwickelt, dass dieses musikalische Prinzip aus der Musik Schwarzafrikas in die afroamerikanische Musik transferiert worden sei. Dabei wurde darauf hingewiesen, dass die Fälle, in denen es wirklich um einen Ruf und die Antwort in den Musikstücken und ihren Texten gehe, zu selten auftauche, um danach diese Gestaltungsform zu benennen; zudem sei von der bisherigen Jazzforschung die Antiphon (bei der zwei Chöre im Wechsel dieselbe Melodie vortragen) nicht deutlich vom eigentlichen Responsorium unterschieden worden. Insbesondere Maximilian Hendler hat aufgezeigt, dass dieses Ruf-Antwort-Muster keineswegs nur aus Afrika stammt, sondern rund um das Mittelmeer gebräuchlich ist und sich in Arbeitsliedern auch darüber hinaus findet.